# عودة الرجل الميت: أخرجوا السكاكين
عودة الرجل الميت: أخرجوا السكاكين (بالإنجليزية: Wake Up Dead Man: A Knives Out Mystery) هو فيلم غموض أمريكي قادم من تأليف وإخراج ريان جونسون. يُعتبر تكملة مستقلة لفيلم البصلة الزجاجية: أخرجوا السكاكين (2022) والجزء الثالث بشكل عام في سلسلة أفلام "أخرجوا السكاكين". الفيلم من بطولة دانيال كريغ، الذي يعيد تمثيل دور المحقق بينوا بلانك، إضافة إلى مشاركة: جوش أوكونور، غلين كلوز، جوش برولين، ميلا كونيس، جيريمي رينر، كيري واشنطن، أندرو سكوت، كايلي سبايني، ديريل ماكورماك، وتوماس هادن تشورتش.
من المقرر أن يصدر فيلم "عودة الرجل الميت: أخرجوا السكاكين" على منصة نتفليكس في 12 ديسمبر 2025.

## طاقم التمثيل
- دانيال كريغ في دور بينوا بلانك: محقق خاص.
- جوش أوكونور في دور القس جود دوبلنتيسي: كاهن.
- غلين كلوز في دور مارثا ديلاكروا.
- جوش برولين بدور المونسنيور جيفيرسون ويكس: كاهن.
- ميلا كونيس في دور جيرالدين سكوت: رئيسة الشرطة.
- جيريمي رينر في دور الدكتور نات شارب.
- كيري واشنطن بدور فيرا درايفن.
- أندرو سكوت في دور لي روس.
- كايلي سبايني في دور سيمون فيفان.
- داريل ماكورماك في دور ساي درايفن.
- توماس هادن تشورتش في دور سامسون هولت.

## الإصدار
من المقرر أن يصدر فيلم "عودة الرجل الميت: أخرجوا السكاكين" على منصة نتفليكس في 12 ديسمبر 2025.